# Svírací protein

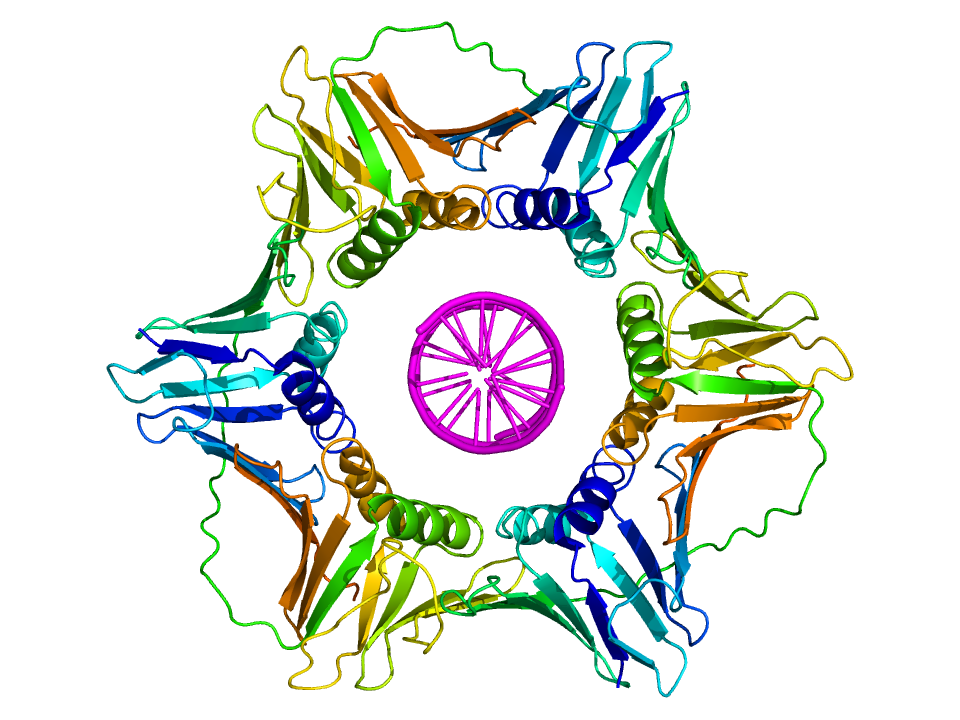
Pohled na lidský svírací protein (PCNA) shora (fialově uprostřed DNA)

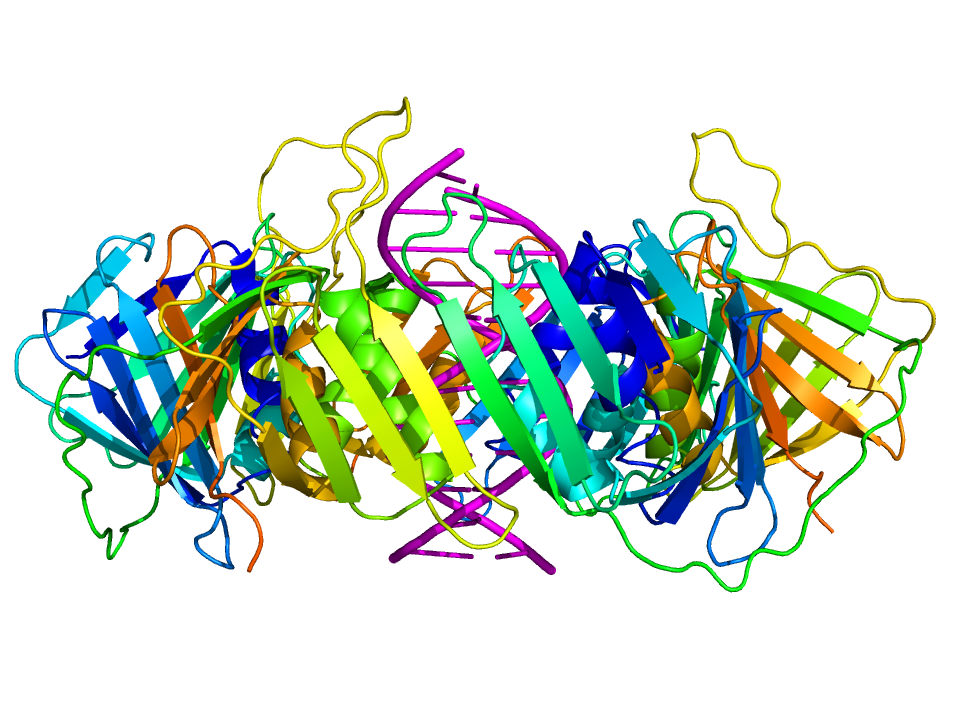
Pohled na lidský svírací protein (PCNA) zboku (fialově uprostřed DNA)

Svírací protein (též svorkový protein, používají se i angl. DNA clamp či sliding clamp) je protein, který upevňuje DNA polymerázu k řetězci DNA a tím zvyšuje procesivitu replikace (a tedy i délku řetězce DNA, jež je DNA polymeráza schopná naráz replikovat). Bez svíracího proteinu by byla tato polymeráza schopna vytvářet jen několik desítek nukleotidů dlouhé fragmenty DNA, zatímco s ním zvládá i tisíce nukleotidů „na jeden zátah“ (bez disociace z vlákna). Jsou to dimerní nebo trimerní proteiny, které se napříč třemi doménami života poměrně liší, jiné nacházíme u bakterií, jiné u eukaryot či archebakterií nebo třeba u bakteriofága T4.
V rámci replikace DNA se rozlišuje tzv. vedoucí a zpožďující se vlákno. Vedoucí (leading) vlákno je asociováno se svíracím proteinem po poměrně dlouhou dobu, zatímco zpožďující se (lagging) vlákno se musí vždy po dokončení daného Okazakiho fragmentu ze svíracího proteinu uvolnit a celý komplex se znovu sestavuje na následujícím RNA primeru.

## Bakteriální svírací protein
U bakterií je svírací protein jednou z podjednotek samotné DNA polymerázy III. Označuje se jako podjednotka β nebo jako β-clamp. Svírací proteiny jsou u bakterií (za spotřeby ATP) na vlákno nasazeny pomocí tzv. clamp loaderu, jenž je také znám jako γ/τ komplex. β-clamp samotný je dimer.

## Eukaryotický svírací protein
U eukaryot (jako je např. člověk) se svírací protein označuje jako PCNA (z angl. proliferating cell nuclear antigen). Tento protein se (opět pomocí clamp loaderu, jenž se tentokrát označuje jako replikační faktor C) asociuje obvykle s DNA polymerázou δ. PCNA je trimerní protein.